# 熟考
| ウィキペディアには「熟考」という見出しの百科事典記事はありません（タイトルに「熟考」を含むページの一覧/「熟考」で始まるページの一覧）。 代わりにウィクショナリーのページ「熟考」が役に立つかもしれません。 |